# Thérien (Alberta)
Pour l’article homonyme, voir Thérien (homonymie).
Thérien est un hameau franco-albertain, situé dans la province de l'Alberta.
Cette communauté francophone est située près d'autres hameaux franco-albertains tels que Saint-Édouard, Mallaig et le bourg de Saint-Paul.